# يونسكو كوريير

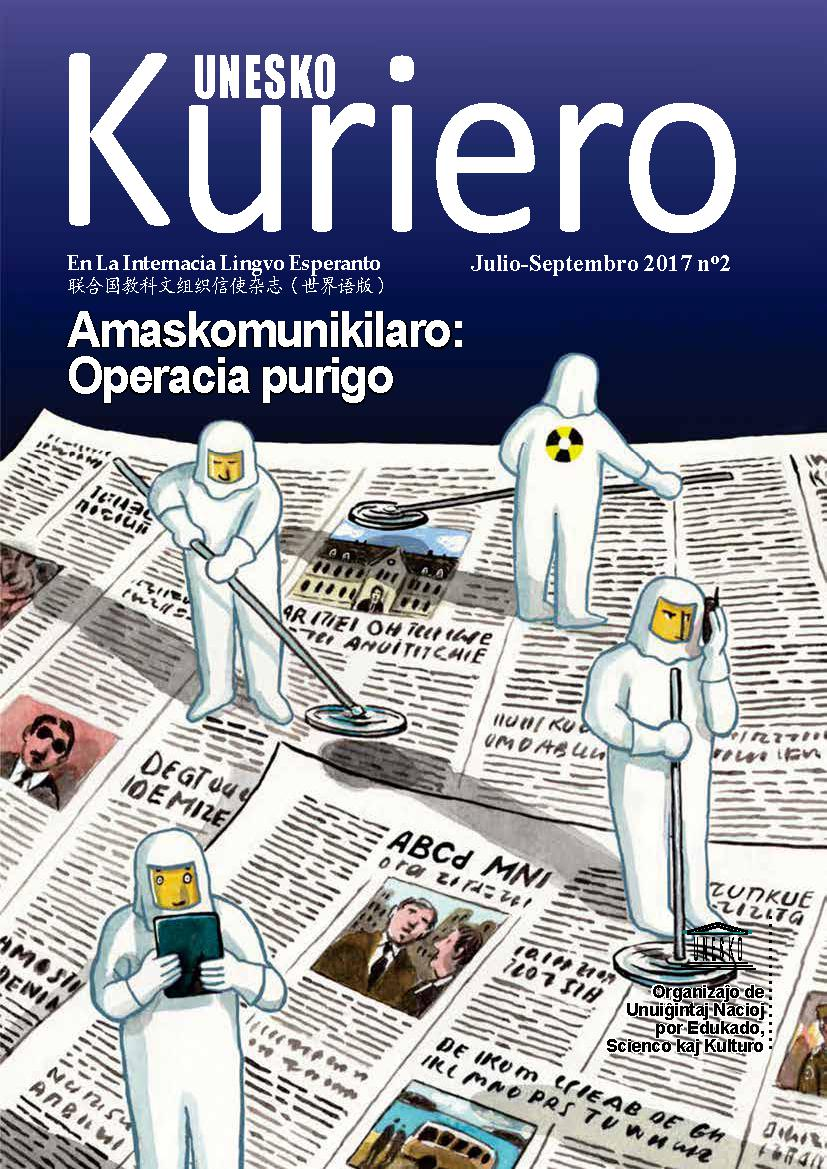
2017-07/09 (Esperanto)

رسالة اليونسكو هي المجلة الرئيسية التي تنشرها منظمة الأمم المتحدة للتربية والعلم والثقافة، اليونسكو
من بين جميع المجلات التي تنشرها وكالات الأمم المتحدة المتخصصة، احتلت رسالة اليونسكو دائما المرتبة الأولى لجهة عدد قرائها، كما قال في عام 1988 الصحافي الأمريكي ساندي كوفلر، مؤسس المجلة وأول رئيس تحرير لها.
لقد تغيرت «رسالة اليونسكو» كثيرا على مر السنين، سواء في المحتوى أو الشكل. لكنها تتابع مهمتها الأصلية ألا وهي تعزيز المثل العليا لليونسكو، والحفاظ على منصة للحوار بين الثقافات وتوفير منتدى للنقاش الدولي.

## جمهور القراء
تتمتع النسخة المطبوعة من «رسالة اليونسكو» بإعجاب قرائها الأوفياء لعقود من الزمن، وذلك لمعاييرها الصحافية العالية ونهجها المنفتح تجاه القضايا العالمية مثل محو الأمية، وحقوق الإنسان والبيئة والثقافة والعلوم والفنون.

## استمتع بالقراءة
ومن خلال إتاحتها إلكترونيا على الإنترنت منذ آذار / مارس 2006، تقدم «رسالة اليونسكو» الخدمة لقرائها المنتشرين في كل أنحاء العالم. فالمجلة متوفرة حاليا باللغات الإنكليزية والفرنسية والإسبانية والعربية والروسية والصينية، إضافة إلى توفر عدد محدود من النسخ المطبوعة.
- رسالة اليونسكو - بالإنكليزية
- رسالة اليونسكو - بالفرنسية
- رسالة اليونسكو - بالإسبانية
- رسالة اليونسكو - بالعربية
- رسالة اليونسكو - بالصينية
- رسالة اليونسكو - بالروسية

## اشتركوا مجانا
- للاشتراك المجاني بالنسخة الالكترونية

## رؤساء تحرير «رسالة اليونسكو»
- ياسمينة شوبوفا منذ نيسان / أبريل 2007
- اينزو فازينو 2006
- فينسنت ديفورني 2005
- ميشيل بارتون 2002 - 2004
- ج. بورنت 2000 - 2001
- جون كوت 1999 - 2000
- صوفي بيسيس 1998
- بهجت النادي وعادل رفعت 1988 - 1998
- ادوارد غليسانت 1982-1988
- جان غودان 1979 - 1982
- رينيه كالوز 1977 - 1978
- ساندي كوفلر 1951 - 1977
- بيتر دي بيرغ 1950
- ساندي كوفلر 1948 - 1950

## وصلات خارجية
- منظمة الأمم المتحدة للتربية والعلم والثقافة، اليونسكو - بالعربية